# Historie kryptografie
První zmínky o technikách blížících se kryptografii (šifrování) jsou několik tisíc let staré. První období, klasická kryptografie, trvalo přibližně do první poloviny 20. století a vyznačovalo se tím, že k šifrování stačila tužka a papír, případně jiné jednoduché pomůcky jako například Vigenèrův čtverec. Během první poloviny 20. století začaly vznikat různé sofistikované přístroje, které umožňovaly složitější postup při šifrování, například Enigma. Tím přibližně začalo druhé období, moderní kryptografie. V současnosti se k šifrování zpravidla nepoužívají specializované přístroje, ale počítače.
Souběžně s kryptografií se vyvíjela kryptoanalýza, která se zabývá prolamováním šifer.
Do 70. let 20. století uchovávaly a rozvíjely kryptografii především vlády,[zdroj?] ale především díky vytvoření veřejného šifrovacího standardu DES a objevu asymetrické kryptografie se kryptografie dostala v těchto letech do veřejného sektoru.

## Klasická kryptografie

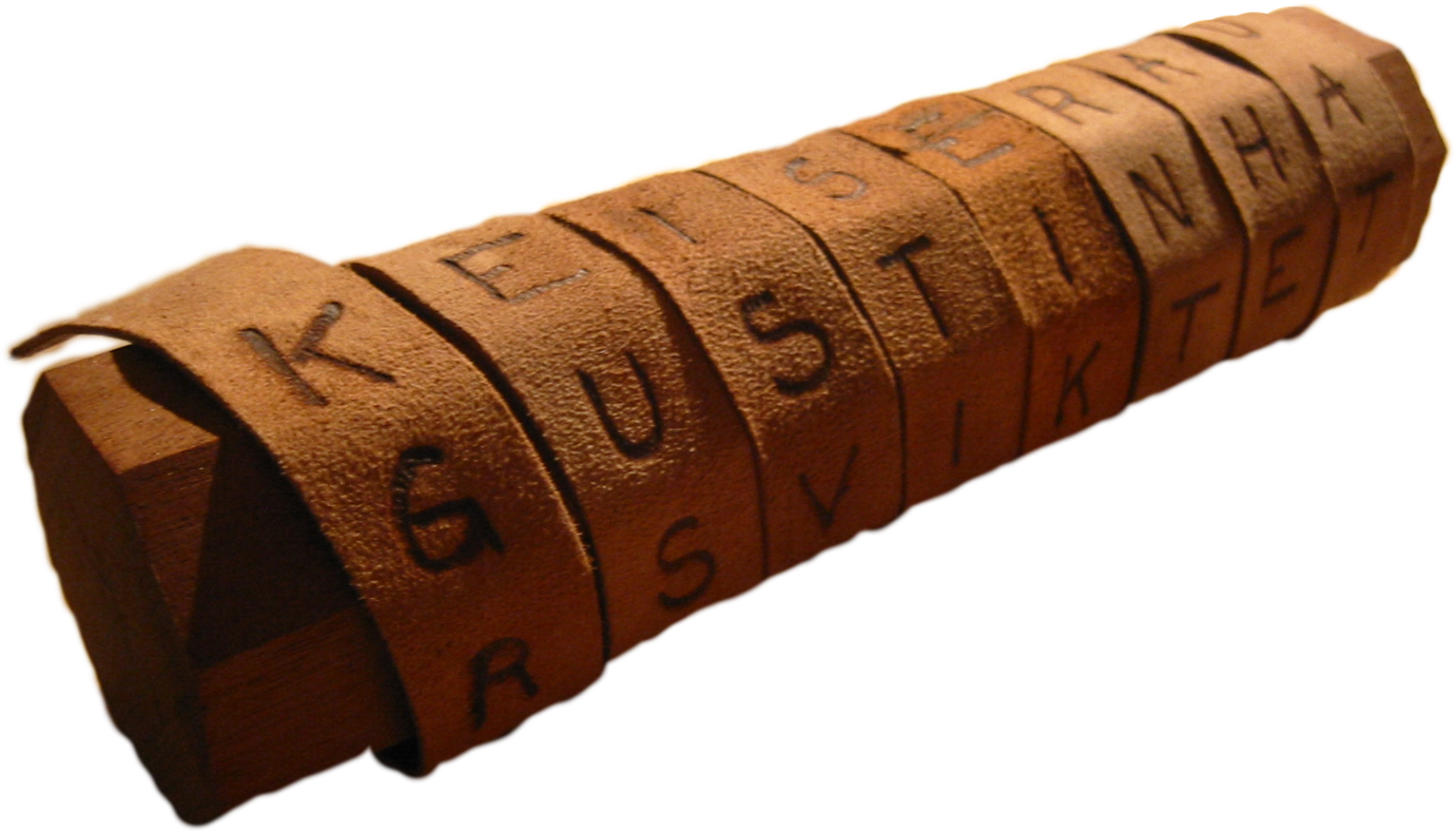
Šifra Skytalé

První výskyt kryptografické metody je použití nestandardních hieroglyfů ve starověkém Egyptě přibližně v letech 4500 př. n. l.[zdroj?] Dále některé hliněné tabulky z Mezopotámie vykazovaly známky šifrování, nejspíše se jednalo o nějaké recepty, které mohly být komerčně využitelné.[zdroj?] Někteří hebrejští vzdělanci používali v letech 600–500 př. n. l. jednoduchou substituční šifru později známou pod jménem atbaš.
Antičtí Řekové znali některé šifry. Sparta používala jednoduchou transpoziční šifru nazývanou skytalé. Další metoda byla vynalezena řeckým historikem Polybiosem: Polybiův čtverec. Také Římané používali některé jednoduché šifry, například klasickou Caesarovu šifru a její obměny (přibližně 50 let př. n. l.). Existují také zmínky o knize Římská vojenská kryptografie, ale bohužel se tato kniha ztratila.[zdroj?]

## Středověká kryptografie
Pravděpodobně nábožensky motivované rozbory textu Koránu vedly arabského matematika Alkinduse k objevu k jedné z nejzákladnějších technik kryptoanalýzy – frekvenční analýzy. Prakticky všechny šifry zůstaly touto klasickou frekvenční analýzou zranitelné až do objevení polyalfabetické šifry Leona Albertiho, které znemožnila použití jednoduché frekvenční analýzy díky použití dvou šifrových abeced namísto jedné, jako tomu bývalo zvykem u dřívějších šifer. Alberti je proto někdy nazýván „Otec západní kryptografie“ (v originále: „Father of Western Cryptology“). Johannes Trithemius ve svém díle Poligraphia objevuje „Tabula recta“. Tento objev je později znám jako Vigenèrův čtverec, což je zásadní součást Vigenèrovy šifry, kterou v 16. století vymyslel francouzský kryptograf a diplomat Blaise de Vigenère.
Ačkoliv bývá Alberti obvykle považován za objevitele polyalfabetických šifer, jeden z článků profesora Ibrahima Al-kadiho zmiňuje, že na základě objevených rukopisů Arabové znali a používali polyalfabetické šifry přibližně 500 let před Albertim.
Kolem roku 800 n. l. napsal arabský matematik Alkindus knihu o kryptografii s názvem Risalah fi Istikhraj al-Mu'amma (Rukopis o dešifrování zašifrovaných zpráv). V této publikaci popisuje prvotní techniky kryptoanalýzy, včetně polyalfabetické šifry, klasifikaci šifer, arabskou fonetiku a syntax jazyka a především jako první popisuje principy frekvenční analýzy, do které zahrnul i statistickou analýzu arabského jazyka jako je výskyt písmen a některé vztahy mezi písmeny.
Na přelomu 14. a 15. století napsal egyptský matematik Ahmad al-Qalqashandi 14dílnou encyklopedii Subh al-a 'sha, ve které byla část věnována právě kryptografii. Tyto texty pravděpodobně napsal Taj ad-Din Ali ibn ad-Duraihim ben Muhammad ath-Tha 'alibi al-Mausili, ale jeho vlastní publikace o kryptografii byly ztraceny. V encyklopedii byla popsána spousta šifer, jak některé substituční šifry, tak i transpoziční šifry a nejspíše zde byla poprvé popsána šifra s vícenásobnými záměnami u jednotlivých písmen. Také zde byla ukázka použití kryptoanalýzy, konkrétně frekvenční analýzy. Součástí byla i tabulka výskytu písmen v textu a skupiny písmen, které se za sebou nemohou objevit v textu.
Kryptografie v Evropě nabyla na významu především díky politice a náboženským revolucím. Během renesance se kryptografie velmi rozšířila v italských městských státech, přičemž některé tamější šifry vycházely z Albertiho polyalfabetické šifry. Tyto šifry ale nebyly tak silné, jak si její objevitelé mysleli, a pravidelně byly prolamovány. Tento přehnaný optimismus v kryptografii někdy zůstává i dodnes a představuje velký problém; je prakticky nemožné přesně určit, jak moc je kryptografický systém bezpečný či zranitelný. Protože není možné přesně změřit bezpečnost systému, odhady, případně i naděje, jsou v oblasti bezpečnosti šifer časté. Současné šifry například spoléhají na to, že P se nerovná NP. Pokud by někdo dokázal opak, tedy rovnost, bylo by to pro dnešní kryptografii smrtící. Kryptografie, kryptoanalýza, tajní agenti a zrada poslů hráli hlavní roli v případu Babington během vlády královny Alžběty I., která nechala popravit svou nevlastní sestru Marii Stuartovnu.
Mimo Evropu se od konce islámské Zlaté éry kryptografie příliš nevyvíjí, v Japonsku nebyla používána asi až do roku 1510. Pokročilé metody šifrování nebyly známy přibližně do roku 1860, kdy se Japonsko více otevřelo západu. Během dvacátých let 20. století polští námořní důstojníci pomohli Japonsku s vývojem dalších šifrovacích technik.

## Kryptografie od roku 1800 do druhé světové války
Přestože má kryptografie dlouhou historii, až do 19. století se šifrování vyvíjelo spíše stylem ad hoc či pokus-omyl. Kryptografie v této době sestávala především z nasbíraných nepsaných pravidel či odhadů, jako například kryptografický spis Augusta Kerckhoffse z druhé poloviny 19. století. Edgar Allan Poe používal systematické metody k prolamování šifer ve čtyřicátých letech 19. století. O své schopnosti se zmínil ve filadelfském časopisu Alexander's Weekly (Express) Messenger, očekávaje zašifrované texty. Nakonec se mu podařilo rozluštit téměř všechny došlé šifrové zprávy. Jeho úspěch otřásl veřejností na několik měsíců. Později napsal ke kryptoanalýze esej, která pomohla začínajícím britským kryptoanalytikům rozluštit německé kódy a šifry během první světové války.
Kryptografie byla také zapojena do popravy nizozemské tanečnice Mata Hari, která byla zároveň vojenskou špionkou. Roku 1917 ji prozradila slabá šifra, která se dostala do rukou Francouzům. Podobným případem se stala Dreyfusova aféra, při které měl ale Alfred Dreyfus více štěstí a nakonec byl zproštěn obžaloby za velezradu.
V první světové válce se v Pokoji 40[ujasnit] (v originále „Room 40“) podařilo rozluštit německou tajnou námořní šifru, což hrálo důležitou roli v námořních událostech během války, zejména při odhalení několika průniků Němců do Severního moře. To nakonec vyústilo v bitvu u Dogger Banku a Bitvu u Jutska, kde britská flotila díky dešifrování německých zpráv vyplula nečekaně proti německé. Nejdůležitější událostí se ale nejspíše stalo dešifrování Zimmermannova telegramu, což zapříčinilo vstup tehdy neutrálních USA do války.
V roce 1917 Gilbert Vernam navrhl šifru, která je dodnes známa jako Vernamova šifra; je jedinou šifrou, u které je proveden důkaz, že je nerozluštitelná. Princip spočívá v tom, že šifrujeme zprávu náhodným klíčem, který je stejně dlouhý jako zpráva. Díky tomu se během šifrování nevyskytuje žádné opakování, což bývá obvyklou slabinou většiny šifrovacích metod. Jeho objev vedl k rozvoji mechanických strojů, sloužících k šifrování.

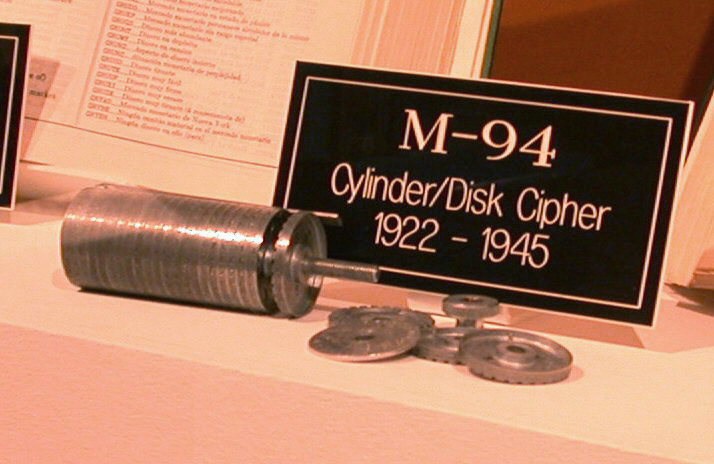
M-94 byl šifrovací stroj americké armády používaný od roku 1922.

Matematické metody šifrování se před druhou světovou válkou rozmnožily kolem roku 1932, především díky William F. Friedmanově aplikaci statistiky na kryptoanalýzu a díky práci polského matematika Mariana Rejewskiho, který částečně prolomil německou Enigmu.

## Kryptografie za druhé světové války

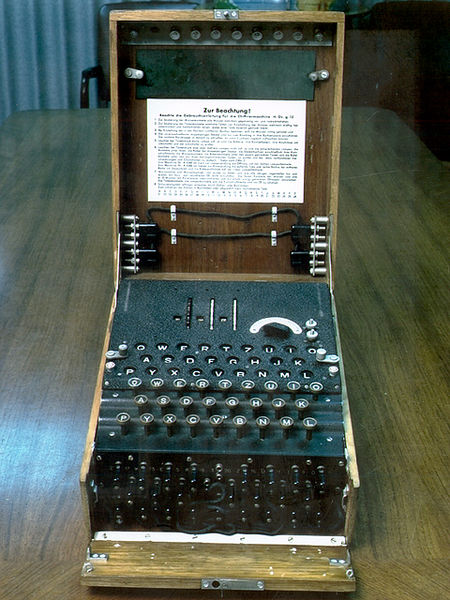
Enigma byla široce využívána nacistickým Německem. Její dešifrování bylo pro spojence životně důležité.

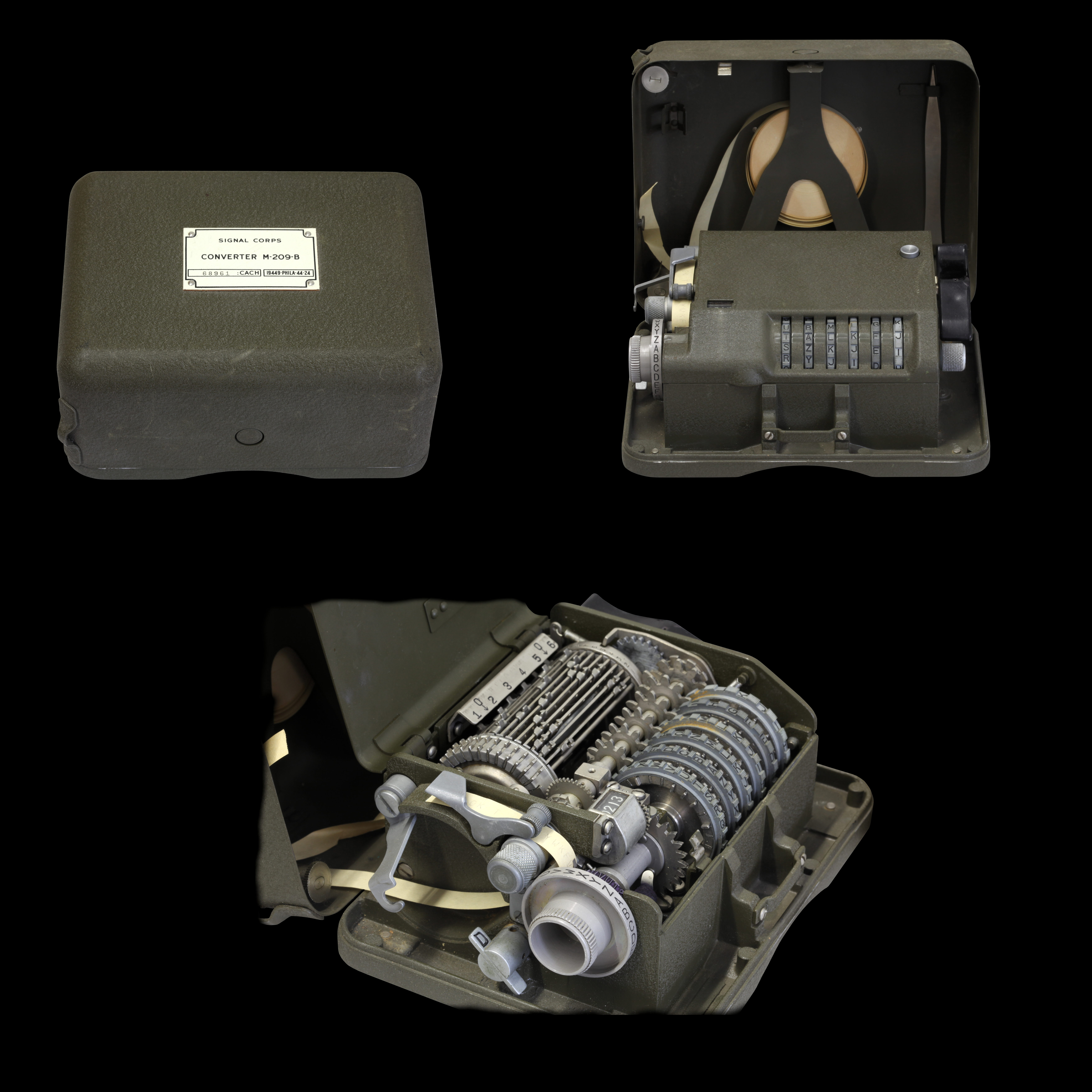
Americký šifrovací stroj M-209 používaný od roku 1942.

I přesto, že mechanické a elektromechanické šifrovací stroje za druhé světové války byly nepraktické (manuální), velice hojně se využívaly. Za války bylo provedeno mnoho pokroků a vylepšení v oboru šifrování i dešifrování, vše bylo samozřejmě přísně utajeno. Veškeré informace z tohoto období byly odtajněny až po vypršení 50leté lhůty. Poté se pomalu otevřely britské i americké archivy, ze kterých se objevilo mnoho memoárů a článků.
Němci využívali v několika variantách elektromechanický stroj (s několika rotory), který vyvinuli ve známou Enigmu. Polský matematik Marian Rejewski v roce 1932 odvodil detailní strukturu německé Enigmy za použití omezené dokumentace od kapitána Gustava Bertranda z francouzské vojenské rozvědky. Jednalo se o největší průlom v oboru dešifrování za tisíc let a více (dle historika Davida Kahna). Rejewski a jeho kolegové ze šifrovacího oddělení (anglicky Cipher Bureau) pokračovali ve čtení Enigmy a snažili se držet krok s evolucí německých komponent a šifrovacích postupů. Ve Varšavě, kde se 25. června 1939 už schylovalo k válce, byli zasvěceni do tajů dešifrování Enigmy francouzští a britští zástupci zpravodajských služeb.
Brzy po německé invazi do Polska byl celý personál šifrovacího oddělení evakuován na jihovýchod. Jakmile Sovětský svaz napadl Polsko z východu, přešli do Rumunska. Odtud se dostali do Paříže a v její blízkosti pokračovali v prolamování Enigmy. Spolupracovali s britskými kryptology v Bletchley parku, čímž dešifrování urychlili. Za urychlením stálo mnoho šachových mistrů a matematiků, například Gordon Welchman, Max Newman a Alan Turing (koncepční zakladatel moderní výpočetní techniky). Úspěchy v dešifrování samozřejmě zaznamenávalo i Německo. Největším úspěchem bylo prolomení Námořní šifry č. 3 (anglicky Naval Cipher No. 3), což mělo za následek sledování a následné potopení celého konvoje v Atlantiku. Jenom díky Ultra (šifrovací informace získané z německého signálu) bylo ministerstvo námořnictví přesvědčeno ke změně šifrovacích kódů. Na konci války dne 19. dubna roku 1945 hlavní britští vojenští důstojníci uvedli, že by nikdy nemohli odhalit prolomení německé Enigmy, protože by to poraženým nepřátelům dalo šanci říct: „We are not well and fairly beaten.“ (Nebyli jsme dobře a spravedlivě biti).
Kryptologové z námořnictva Spojených států amerických (US NAVY) ve spolupráci s britskými a holandskými kolegy po roce 1940 pronikli do několika japonských námořních šifrovacích systémů. Jeden z nich, JN-25, skvěle vedl k vítězství USA v bitvě u Midway, přičemž Japonsko toto šifrování stále používalo, o prolomení vůbec nic nevěděli. Americké vojenské skupině SIS (signální zpravodajská služba) se podařilo prolomit japonský nejvyšší bezpečnostní systém, elektromechanický krokovací přepínač, ještě před začátkem války. Američané ho nazvali Purple Code. Američané se odkazovali na informace získané z kryptoanalýz, zejména ze zmiňovaného Purple Code, projekt těchto analýz nazvali Magic. Britové případně využívali Ultra pro získávání informací z kryptoanalýz, které odposlouchávaly zabezpečený přenos zpráv hned několika druhy Enigmy. Dříve se britské Ultra říkalo Bonifác, jednalo se o krycí jméno z důvody případné zrady. Nepřítel by se pak domníval, že zdrojem je jeden agent.
Také německá armáda nasadila několik mechanických pokusů o Vernamovu šifru. Bletchley park je nazval FISH šifrováním (proudová šifra). Max Newman se svými kolegy vytvořil a následně dodal prolamovací zařízení Heath Robinson a první digitální programovatelný počítač nazvaný Colossus, který měl pomoci při kryptoanalýzách. Německé ministerstvo zahraničí začalo používat Vernamovu šifru v roce 1919, některé z těchto přenosů byly přečteny v druhé světové válce částečně jako výsledek oživení některých klíčových materiálů v Jižní Americe, které zde byly bez dostatečné péče německého kurýra.
Japonské ministerstvo zahraničí používalo místní elektronický krokový přepínač založený na systému Purple Code a také používalo několik podobných strojů pro upevnění[zdroj?] v japonských velvyslanectvích. Jedním z nich byl Američany nazván M-stroj (M-machine), další byl označen jako Červený (Red). Všechny byly nakonec zničeny spojenci.

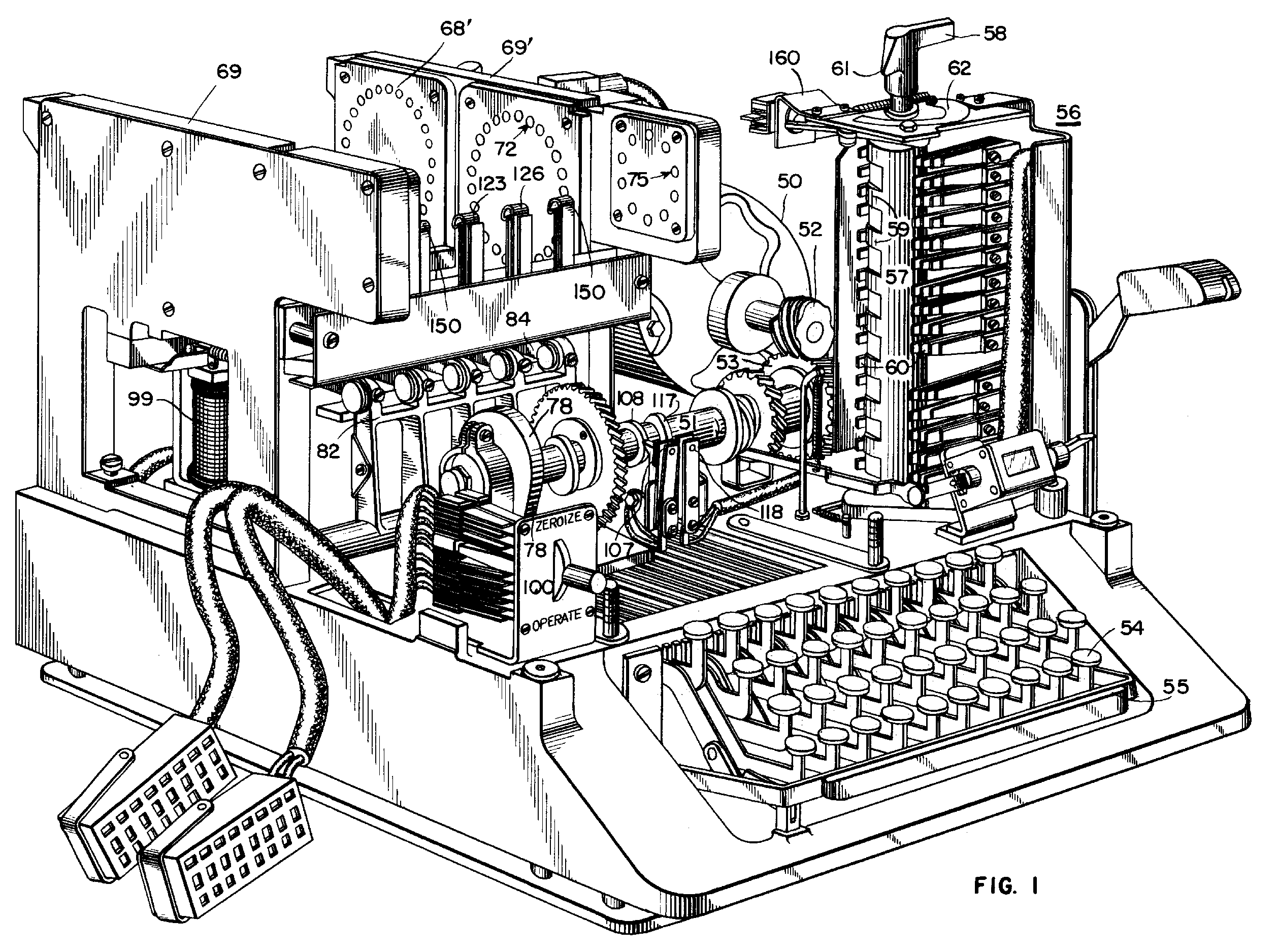
SIGABA je popsána v, podáno roku 1944, uděleno až v roce 2001.

Spojenecké šifrovací stroje používané ve druhé světové válce včetně britského TypeX a amerického SIGABA (oba byly elektromechanickými rotory vyrobenými ve stejném duchu Enigmy s vylepšeními. Ani není známo, jestli je během války někdo prolomil. Poláci používali stroje Lacida, ale zjistila se jejich menší bezpečnost (díky polským kryptografům v Británii) a z tohoto důvodu se přestaly používat. Američtí vojáci v poli používali stroj M-209 a ještě jejich příbuzný M-94, který byl méně bezpečný. Britští agenti z SOE (výkonné zvláštní operace) z počátku používali tzv. básnické šifry (zapamatované básně sloužily jako šifrovací a dešifrovací klíče). Později ve válce přešli na Vernamovu šifru.
Šifra VIC, používána minimálně do roku 1957 ve spojení se špionským kruhem Rudolfa Abela, byla velice komplexní ruční šifra. Je označována za nejkomplikovanější známou šifru používanou sověty podle Davida Kahna v knize Kahn on Codes. Dešifrováním sovětských šifer se zabýval projekt Venona (anglicky Venona project), ve kterém spolupracovali Američani a Britové.

## Moderní kryptografie
Od dob druhé světové války se kryptografie a kryptoanalýza staly především matematickými úlohami. Díky široké dostupnosti dostatečně výkonných počítačů a celosvětové síti Internet coby média, se především kryptografie stala běžně využívaným nástrojem a není již nadále spolu s kryptoanalýzou výsadou jednotlivých vlád, nebo podobně velkých společností.

### Shannon
Éru moderní kryptografie započal Claude Shannon, který je pravděpodobně otcem matematické kryptografie, díky práci, kterou vykonal v průběhu druhé světové války v oblasti zabezpečení komunikace. V roce 1949 publikoval v článek Communication Theory of Secrecy Systems.

### Šifrovací standard
V polovině 70. let byly dva hlavní veřejné vývoje (pokroky). Prvním bylo zveřejnění návrhu symetrické šifry DES (Data Encryption Standard). Navrhovaná šifra byla předložena výzkumné skupině v IBM pozvaných Národním institutem standardů a technologií ve snaze vyvinout zabezpečené elektronické komunikační zařízení pro podniky, jako jsou banky a jiné velké finanční organizace. Po poradenství a modifikacích od NSA, která pracovala v zákulisí, byla šifra v roce 1977 přijata a zveřejněna jako federální standard zpracování informací (FIPS), nyní FIPS 46-3. DES byla první veřejně přístupná šifra „požehnaná“ vnitrostátním subjektem, jakým je NSA. Vydání své specifikace podle NBS podnítil rozmach veřejného a akademického zájmu v kryptografii.
V roce 2001, kdy NIST oznámil FIPS 197, byla stárnoucí DES nahrazena za AES (symetrická bloková šifra). Po otevřeném výběrovém řízení NIST vybral Rijndael (původní název šifry AES) předložený dvěma belgickými kryptografy. DES a její bezpečnější varianty (například Triple DES) se dnes stále ještě používají. Byly začleněny do mnoha národních a organizačních norem. Nicméně, jejich 56bitová verze byla prokázána za nedostatečnou formu ochrany proti útoku hrubou silou. Jeden takový útok provedla skupina občanských práv Electronic Frontier Foundation v roce 1997 a podařilo se šifru prolomit za 56 hodin. Z tohoto důvodu je použití přímého šifrování DES bezesporu nebezpečné pro použití v nových konstrukcích kryptografických systémů. Veškeré zprávy odeslané od roku 1976 za využití DES byly také ohroženy. Bez ohledu na vlastní kvality DES byl klíč o velikosti 56 bitů shledán za příliš malý už dříve, nejvíce tuto myšlenku prosazoval Whitfield Diffie. Dokonce bylo podezření, že vládní organizace měly dostatečný výkon na prolamování DES zpráv.

### Veřejný klíč
Následující vývoj v roce 1976 byl možná ještě důležitější, jelikož v podstatě změnil způsob, jakým kryptografické systémy fungovaly. Touto změnou byla publikace článku New Directions in Cryptography (tj. Nové směry v kryptografii), jehož autory byli Whitfield Diffie a Martin Hellman, ve kterém byla představena zcela nová metoda distribuce šifrovacích klíčů. Metoda Diffie-Hellman řeší jeden z palčivých problémů šifrování, kterým je bezpečný přenos šifrovacího klíče protistraně. To vedlo k takřka okamžité reakci v podobě vývoje nových algoritmů pro šifrování, které využívají asymetrickou kryptografii.
V té době využívaly všechny moderní šifrovací algoritmy symetrickou kryptografii, kde je stejný šifrovací klíč použit jak u odesílatele k zašifrování tajné zprávy, tak u příjemce této zprávy pro její dešifrování. Všechny elektromechanické šifrovací přístroje používané v době druhé světové války pracovaly na tomto principu, stejně jako již dávno před nimi Caesarova šifra, nebo Atbaš a další, v historii používané šifry. Klíč, pomocí kterého je tajná zpráva zašifrována, musí být nějakým způsobem předán spolu se zašifrovanou zprávou a nesmí se při tom dostat do nepovolaných rukou.
Je nezbytné, aby byl šifrovací klíč předán mezi komunikujícími stranami nějakou zabezpečenou cestou (běžně užívaný termín je „po bezpečném kanálu“), například důvěryhodnou osobou, která jej přenese v kufříku připevněném k zápěstí, osobním kontaktem, nebo spolehlivým poštovním holubem. Požadavek na bezpečný přenos klíče je netriviální a stává se neudržitelným s rostoucím počtem zúčastněných v šifrované komunikaci, nedostatkem bezpečných kanálů pro přenos klíče, nebo, jak je v oblasti šifrování zvykem, při časté obměně klíče. Zejména pokud má být komunikace bezpečná pro každého účastníka, je třeba dalšího šifrovacího klíče pro každý možný pár účastníků. Způsobu šifrování, kdy obě komunikující strany používají stejný klíč, se říká symetrická kryptografie. Metoda Diffie-Hellman (její následná vylepšení, nebo varianty) učinila práci s těmito šifrovacími systémy mnohem jednodušší a především bezpečnější.
Na rozdíl od symetrické kryptografie, asymetrická kryptografie používá pár matematicky spojených klíčů. Zprávu zašifrovanou jedním klíčem z páru, pak umožňuje dešifrovat ten druhý. Některé algoritmy, nikoliv však všechny, navíc mají tu vlastnost, že není možné zjistit jeden z klíčů za znalosti toho druhého jinou cestou, než je metoda pokus omyl. Takový algoritmus je pak znám jako systém kryptografie s veřejným, popřípadě asymetrickým klíčem. Pokud použijeme takový algoritmus, potřebujeme pouze jeden pár klíčů pro každého účastníka komunikace. Označíme-li jeden z klíčů v páru za privátní (bude za všech okolností udržován tajný), a ten druhý za veřejný (často dostupný všem), není třeba žádného bezpečného kanálu pro přenos klíče. Dokud je privátní klíč tajný, může být veřejný klíč veřejně znám, a to bez narušení bezpečnosti. Pár klíčů je tak možné používat až neomezeně dlouhou dobu bez nutnosti obměny.
Aby mohli dva uživatelé komunikovat bezpečně, s využitím algoritmu s asymetrickým klíčem, skrze nebezpečný kanál, potřebuje každý z uživatelů svůj vlastní veřejný a privátní klíč, a také veřejný klíč toho druhého. Mějme následující příklad: Alice a Bob mají oba svůj vlastní pár klíčů, který užívají celé roky při komunikaci s ostatními uživateli. Na začátku komunikace si Alice s Bobem vymění své veřejné klíče, v tuto chvíli nešifrovaně. Alice poté zašifruje zprávu svým privátním klíčem a výsledek zašifruje ještě jednou, tentokrát ale použije Bobův veřejný klíč. Tato dvojitě zašifrovaná zpráva je odeslána Bobovi v podobě digitálních dat. Bob zprávu přijme jako proud bitů a dešifruje jí nejdříve svým privátním klíčem, a poté veřejným klíčem Alice. Pokud je výsledkem čitelná zpráva, může si být Bob jistý, že zpráva přišla od někoho, kdo zná privátní klíč Alice (pravděpodobně ona sama, pokud nakládá se svým privátním klíčem opatrně), a že kdokoliv, kdo by naslouchal jejich komunikaci, by potřeboval Bobův privátní klíč k tomu, aby si zprávu mohl dešifrovat a přečíst.
Algoritmy asymetrické kryptografie jsou efektivní díky jednocestným funkcím, což jsou funkce, které potřebují relativně malý výpočetní výkon k výpočtu výsledku, ale obrovské množství výkonu pro zjištění původního vstupu. Klasickým příkladem jednocestné funkce je násobení velmi vysokých prvočísel. Je velmi snadné vynásobit dvě velmi velká prvočísla, avšak rozklad součinu na činitele je velmi obtížný. Z matematické povahy jednosměrných funkcí, je ze všech možných klíčů vhodný pouze malý zlomek s danou délkou, a tak vyžadují algoritmy asymetrické kryptografie velmi dlouhé klíče, aby se dosáhlo stejné úrovně bezpečnosti, jakou poskytují algoritmy symetrické kryptografie při kratších klíčích. Nutnost vygenerovat pár klíčů a provádění operací šifrování a dešifrování, činí algoritmy asymetrické kryptografie výpočetně náročnými v porovnání s většinou algoritmů, které používají symetrickou kryptografii. Jelikož mohou algoritmy symetrické kryptografie často využívat jakoukoliv sekvenci (náhodných, nebo alespoň nepředvídatelných) bitů jako klíč, je možné generovat jednorázový klíč pro krátkodobé použití, například relaci. Často se využívá asymetrická kryptografie a dlouhého asymetrického klíče za účelem bezpečné výměny jednorázového symetrického klíče, který je kratší, ale zachovává při tom stejnou sílu šifrování. Pomalejším asymetrickým algoritmem se zašifruje symetrický klíč relace a algoritmus symetrické kryptografie pak šifruje zbytek zprávy.
Asymetrická kryptografie, metoda výměny klíče Diffie-Hellman a nejznámější z algoritmů využívajících veřejný a privátní klíč (obvykle nazýván RSA algoritmus), byly podle všeho nezávisle vynalezeny v britské zpravodajské službě, ještě před veřejným publikováním práce Diffieho a Hellmana v roce 1976. GCHQ (Government Communications Headquarters, přeloženo jako Centrála vládního spojení), vydala dokumenty, podle kterých vyvinula kryptografii s veřejným klíčem právě před Diffiem a Hellmanem. V 60. a 70. letech vzniklo v GCHQ několik tajných dokumentů, které popisovaly schémata v podstatě identická s šifrou RSA a metodou výměny klíče Diffie-Hellman v letech 1973 a 1974. Některé z těchto dokumentů byly publikovány a jejich autoři (James H. Ellis, Clifford Cocks a Malcolm J. Williamson) zveřejnili (části) své práce.

### Šifrování a politika
Vývoj v 70. letech zlomil takřka monopolní postavení vládních organizací na poli velmi kvalitního šifrování (viz kniha „Crypto“, jejímž autorem je Steven Levy). Bylo to vůbec poprvé, kdy měly mimovládní organizace přístup k šifrování, které nemohl nikdo žádným jednoduchým způsobem prolomit, a to ani vláda, což takřka okamžitě vyvolalo značnou kontroverzi, která trvá dodnes. V mnoha zemích je například export kryptografických zařízení předmětem restrikcí. Až do roku 1996 byl export takových zařízení s klíčem delším než 40 bitů (příliš krátký, než aby představoval výraznou překážku pro zkušeného útočníka) z území Spojených států amerických striktně omezován. V roce 2004 volal bývalý ředitel FBI Louis Freeh, který svědčil před Národní komisí pro teroristické útoky na Spojené státy, po nových zákonech proti veřejnému užívání šifrování.[zdroj?]
Jeden z nejvýznamnějších zastánců silného šifrování pro veřejnost byl Phil Zimmermann. Napsal a v roce 1991 vydal PGP (Pretty Good Privacy, přeloženo jako Celkem slušné soukromí), vysoce kvalitní šifrovací program. Ve chvíli, kdy se cítil ohrožen legislativou, která zvažovala nutnost zavedení zadních vrátek ve všech kryptografických produktech vyvíjených ve Spojených státech, vydal freeware verzi PGP. Krátce po vydání PGP ve Spojených státech bylo vydáno také pro zbytek světa a Ministerstvo spravedlnosti Spojených států amerických odstartovalo dlouhé vyšetřování Zimmermanna pro údajné porušení restrikcí pro export kryptografických systémů. Případ byl nakonec uzavřen a freeware distribuce PGP se tak šířila po celém světě, až se PGP nakonec stalo otevřeným Internetovým standardem (RFC 2440, popřípadě OpenPGP).

### Moderní kryptoanalýza
Moderní šifry, jako například AES a další, kvalitnější asymetrické šifry, jsou považovány za nepřekonatelné. Došlo ale k několika důležitým kryptoanalytickým průlomům do nasazených systémů, které trpěly špatným návrhem, popřípadě implementací. Zatím nebylo dokázáno, že by matematický základ kryptografie s veřejným klíčem byl neprolomitelný, v budoucnu by tak mohla nějaká matematická analýza vést k označení systémů založených na principu veřejného klíče za nebezpečné.[zdroj?]

## Zajímavost
Některé události v historii kryptografie měly také výrazný vliv na celý svět. Například Zimmermannův telegram, díky kterému vstoupila do té doby neutrální USA do první světové války nebo rozluštění Enigmy, což způsobilo, že spojenci mohli téměř po celou druhou světovou válku odposlouchávat německou válečnou komunikaci.